# Axiodes insciata
Axiodes insciata là một loài bướm đêm trong họ Geometridae.